# José Manuel Imbamba

Biskop José Manuel Imbambas vapen.

José Manuel Imbamba, född 7 januari 1965 i Boma-Saurimo (Moxico) i Angola, är en angolansk katolsk präst. Imbamba prästvigdes 1991 i Luanda. Han är författare samt ärkebiskop i Saurimos ärkestift som omfattar hela provinsen Moxico.
Från 2008 till 2011 var han biskop av Dundo.